# Taeniophyllum paludosum
Taeniophyllum paludosum är en orkidéart som beskrevs av Johannes Jacobus Smith. Taeniophyllum paludosum ingår i släktet Taeniophyllum och familjen orkidéer. Inga underarter finns listade i Catalogue of Life.